# Novo Selo (miasto Bijeljina)
Novo Selo (cyr. Ново Село) – wieś w Bośni i Hercegowinie, w Republice Serbskiej, w mieście Bijeljina. W 2013 roku liczyła 1153 mieszkańców.